# Fiodor Douz-Khotimirski
Fiodor Ivanovitch Douz-Khotimirski ou Dus-Chotimirski (en russe : Фёдор Иванович Дуз-Хотимирский), né le 13 septembre 1879 (25 septembre dans le calendrier grégorien) à Tchernihiv dans l'Empire russe et mort le 6 novembre 1965 à Moscou, est un joueur d'échecs russe puis soviétique. 
Il termina troisième ex æquo du championnat d'échecs d'URSS à Moscou en 1927 et reçut le titre de maître international en 1950. Après la Première Guerre mondiale, il prit une part active dans l'organisation des échecs en Union soviétique. Il était connu pour son style agressif et spectaculaire qui ne lui permit pas de remporter de grands tournois mais de battre les meilleurs joueurs entre 1907 et 1910 : Emanuel Lasker, Akiba Rubinstein, Frank Marshall, David Janowski, Rudolf Spielmann et Aaron Nimzowitsch.
Il serait à l'origine du nom de variante du dragon. En 1901, à Kiev, il aurait été inspiré par la ressemblance de la structure des pions noirs dans la variante avec la forme de constellation du Dragon.

## Biographie
Dus-Chotimirski venait d'un milieu pauvre. Adolescent, il a déménagé de sa ville natale de Tchernihiv à Kiev où il a occupé divers petits emplois et, à 19 ans, a appris à jouer aux échecs dans les cafés de Kiev.  Quelques mois plus tard, il était l'un des meilleurs joueurs de la ville.

## Tournois internationaux

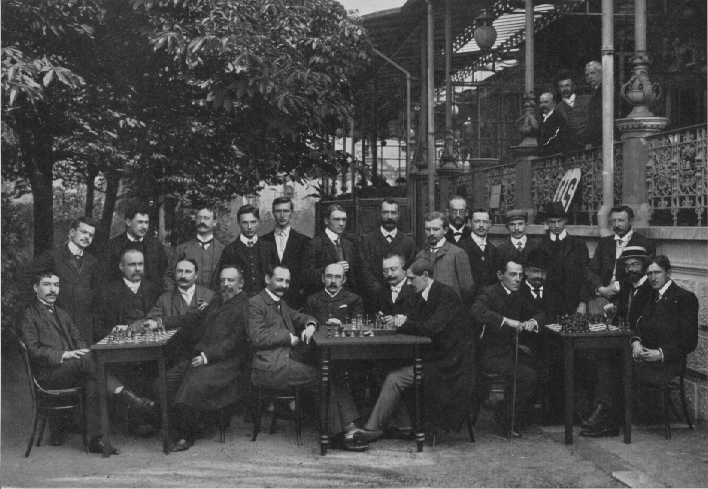
Tournoi d'échecs de Karlsbad (Tchéquie) de 1907 : (assis) Rubinstein, Marco, Fähndrich, Tschigorin, Schlechter, Hofter, Tietz, Maróczy, Janowski, Dr. Neustadtl, Drobny, Marshall, (debout) Niemzowitsch, Wolf, Mieses, Cohn, Johner, Leonhardt, Salwe, Vidmar, Berger, Spielmann, Dus-Chotimirski, Tartakower,Dr. Olland.

En 1907, Douz-Khotimirski fut choisi pour représenter la Russie au tournoi de Karlsbad. Il marqua la moitié des points (10/20), finit 11e-12e ex æquo avec Frank Marshall, et réussit à battre Aaron Nimzowitsch, Rudolf Spielmann et David Janowski.
La même année, il remporta un tournoi à deux tours à Moscou avec 4,5 points sur 6 devant Benjamin Blumenfeld et Georg Marco (3,5/6).
En mai-juin 1908, à Prague, il marqua la moitié des points (9,5/19) et finit onzième. Il réussit à battre Richard Teichmann et David Janowkski. La même année, il fit match nul avec Frank Marshall à Varsovie (3 à 3, +2, -2, =2).
En février-mars 1909, lors du mémorial Tchigorine à Saint-Pétersbourg, il finit treizième avec 8 points sur 17. Il reçut un prix spécial car il réussit l'exploit de battre les deux vainqueurs : Akiba Rubinstein (seule défaite concédée dans le tournoi) et le champion du monde Emanuel Lasker (qui ne perdit que contre Douz-Khotimirski et contre Rubinstein).
En septembre-octobre 1910, lors du congrès allemand d'échecs de Hambourg, il marqua 8,5 points sur 15 et finit à la 7e-8e place, ex æquo avec Alexandre Alekhine. Dans ce tournoi, il battit Frank Marshall.
En août-septembre 1911, il finit vingt-deuxième du tournoi de Karlsbad avec 10 points sur 25.
En 1925, lors du tournoi international de Moscou, il finit à l'avant-dernière place mais il réussit à battre Rudolf Spielmann.

## Championnats d'URSS
Douz-Khotimirski participa à cinq finales du championnat d'échecs d'URSS.
- 1923 : 3e-5e avec 7,5 points sur 12
- 1924 : 10e-11e avec la moitié des points (8,5/17)
- 1925 : cinquième avec 11,5 points sur 19
- 1927 : 3e-4e avec 13 points sur 20
- 1933 : 19e avec 5,5 points sur 19

## Tournois et championnats nationaux
En septembre 1909, à Vilnius, un tournoi à trois tours, il marqua la moitié des points (7,5/15).
En 1910 et 1911, il remporta le championnat de Saint-Pétersbourg (ex æquo avec Eugène Znosko-Borovsky).
En 1932, il gagna le championnat d'Ouzbékistan à Tachkent. La même année, il finit deuxième du tournoi de maîtres de Moscou remporté par Nikolaï Rioumine. En 1934, il gagna un tournoi à Ivanovo.
En 1938, il finit troisième du championnat d'Arménie à Erevan, un demi-point derrière les deux vainqueurs (Doloukhanian et Kasparian). En 1947, il finit deuxième ex æquo du championnat d'Arménie.